# Червоні дияволенята
«Червоні бісенята» — радянський німий художній фільм 1923 року, режисера Івана Перестіані, екранізація однойменної повісті Павла Бляхіна. Один з найзнаменитіших і часто цитованих творів радянського пригодницького кіно. Прем'єрний показ фільму відбувся 25 вересня 1923 року в Тифлісі. Кінострічка «Червоні бісенята» спочатку вийшла у двох серіях, згодом картина зведена в один фільм. Фільм раннього етапу становлення радянського кіномистецтва мав величезний успіх у публіки.

## Сюжет
Події, показані у фільмі, мали відношення до періоду недавньої громадянської війни й відбувалися в Україні (Катеринославщина) на тлі бойових дій Першої Кінної армії Будьонного проти загонів Махна.
У фільмі розповідається про героїчні пригоди трьох юних розвідників, бійців Першої Кінної армії — Михайла, Дуняши і колишнього матроса, а нині чорношкірого вуличного акробата Тома Джексона. На селище, в якому живуть юні герої фільму, нападають люди Махна і вбивають їх батька. Хлопці вирішують організувати невеликий загін з метою помститися вбивці і допомогти військам Будьонного. Вони нападають на перекупника Гарбузенка, який повертався з базару, б'ються з махновцями, роззброюють цілий загін. Звільнений ними негр Том приєднується до загону.
У ході операцій пораненого Мішу вороги скидають в річку, і тільки Том, який сховався поблизу, допомагає йому уникнути загибелі. Дуняші, що потрапила в полон, обливають окропом босі ноги, тягнуть на мотузці, щоб повісити на дереві, але друзі рятують її. Після одужання «дияволенятам» вдається захопити Махна, посадивши його в мішок, і доставити Будьонному, за що кожен отримує в нагороду орден «Червоний прапор».
З історичної точки зору події в фільмі не мають під собою ніяких реальних підстав. У титрах фільму вказується 1918 рік. Цього року Нестор Махно був командиром Радянської революційної робітничо-селянської армії, а Першої Кінної армії Будьонного ще не існувало. У 1919 році Махно командував повстанською бригадою, яка входила до складу 3-ї Української радянської армії. Тільки в 1921 році партизанські загони Нестора Махна були остаточно визнані класовими ворогами більшовиків. Саме в цей час і була написана повість «Червоні бісенята». Під час знімання фільму в 1923 році, Махно жив в еміграції в Польщі і, природно, ніякого полону і передачі його Будьонному не було.

## У ролях
- Павло Єсиковський —  Міша
- Софія Жозеффі —  Дуняша, сестра Михайла
- Кадор Бен-Салім —  Том Джексон
- Володимир Кучеренко —  Махно
- Костянтин Давидовський —  Будьонний
- Г. Лейн —  Петров, робітник, батько Михайла і Дуняши
- Микола Ніров —  Гарбузенко
- Світлана Люкс —  Оксана
- Ян Буринський —  осавул
- Закарій Берішвілі —  бандит
- Георгій Макаров —  бандит
- Патвакан Бархударян —  Фріц Піфке, махновець
- Д. Свєтлов —  бандит
- Віктор Гамкрелідзе — епізод
- Микола Нагорний —  телеграфіст (немає в титрах)
- Михайло Мірзоян — епізод
- Дмитро Сосновський —  священик (немає в титрах)

## Знімальна група
- Режисер — Іван Перестіані
- Сценаристи — Іван Перестіані, Павло Бляхін
- Оператор — Олександр Дігмелов
- Композитор — Іван Гокієлі
- Художник — Федір Пуш